# Varenguebec
Varenguebec és un municipi francès situat al departament de la Manche i a la regió de Normandia. L'any 2007 tenia 336 habitants.

## Demografia

### Població
El 2007 la població de fet de Varenguebec era de 336 persones. Hi havia 142 famílies de les quals 44 eren unipersonals (16 homes vivint sols i 28 dones vivint soles), 55 parelles sense fills, 35 parelles amb fills i 8 famílies monoparentals amb fills.
La població ha evolucionat segons el següent gràfic:
Habitants censats

### Habitatges
El 2007 hi havia 188 habitatges, 140 eren l'habitatge principal de la família, 41 eren segones residències i 7 estaven desocupats. 184 eren cases i 2 eren apartaments. Dels 140 habitatges principals, 116 estaven ocupats pels seus propietaris, 18 estaven llogats i ocupats pels llogaters i 6 estaven cedits a títol gratuït; 3 tenien una cambra, 9 en tenien dues, 23 en tenien tres, 37 en tenien quatre i 68 en tenien cinc o més. 112 habitatges disposaven pel capbaix d'una plaça de pàrquing. A 64 habitatges hi havia un automòbil i a 58 n'hi havia dos o més.

### Piràmide de població
La piràmide de població per edats i sexe el 2009 era:
| Homes | Edats   | Dones |
| ----- | ------- | ----- |
| 0     | 95 o +  | 0     |
| 0     | 90 a 94 | 0     |
| 0     | 85 a 89 | 0     |
| 8     | 80 a 84 | 4     |
| 0     | 75 a 79 | 8     |
| 8     | 70 a 74 | 4     |
| 4     | 65 a 69 | 28    |
| 12    | 60 a 64 | 16    |
| 4     | 55 a 59 | 0     |
| 16    | 50 a 54 | 12    |
| 8     | 45 a 49 | 8     |
| 8     | 40 a 44 | 0     |
| 20    | 35 a 39 | 4     |
| 16    | 30 a 34 | 12    |
| 16    | 25 a 29 | 8     |
| 4     | 20 a 24 | 8     |
| 4     | 15 a 19 | 8     |
| 8     | 10 a 14 | 4     |
| 4     | 5 a 9   | 8     |
| 16    | 0 a 4   | 4     |

## Economia
El 2007 la població en edat de treballar era de 201 persones, 132 eren actives i 69 eren inactives. De les 132 persones actives 124 estaven ocupades (70 homes i 54 dones) i 8 estaven aturades (6 homes i 2 dones). De les 69 persones inactives 29 estaven jubilades, 14 estaven estudiant i 26 estaven classificades com a «altres inactius».

### Ingressos
El 2009 a Varenguebec hi havia 143 unitats fiscals que integraven 338 persones, la mediana anual d'ingressos fiscals per persona era de 14.563,5 €.

### Activitats econòmiques
Dels 7 establiments que hi havia el 2007, 2 eren d'empreses de construcció, 2 d'empreses de comerç i reparació d'automòbils, 1 d'una empresa d'hostatgeria i restauració i 2 d'empreses de serveis.
Dels 4 establiments de servei als particulars que hi havia el 2009, 1 era una fusteria, 2 lampisteries i 1 restaurant.
L'any 2000 a Varenguebec hi havia 31 explotacions agrícoles que ocupaven un total de 630 hectàrees.

## Poblacions més properes
El següent diagrama mostra les poblacions més properes.